# Paweł (biskup Nairobi)
Paweł (ur. 18 czerwca 1949) – duchowny Koptyjskiego Kościoła Ortodoksyjnego, od 1995 biskup Nairobi.

## Życiorys
W 1993 został wyświęcony na diakona. Święcenia kapłańskie przyjął w 1994. Sakrę biskupią otrzymał 11 czerwca 1995.